# Mihail Nesterov
Mihail Vasilevici Nesterov (rusă : Михаи́л Васи́льевич Не́стеров; 31 mai [S.V. 19 mai] 1862 în Ufa – 18 octombrie 1942 în Moscova) a fost un pictor rus, reprezentant major al simbolismului în arta rusă. 
Nesterov a fost decorat cu Premiul "Stalin" în 1941.

## Galerie

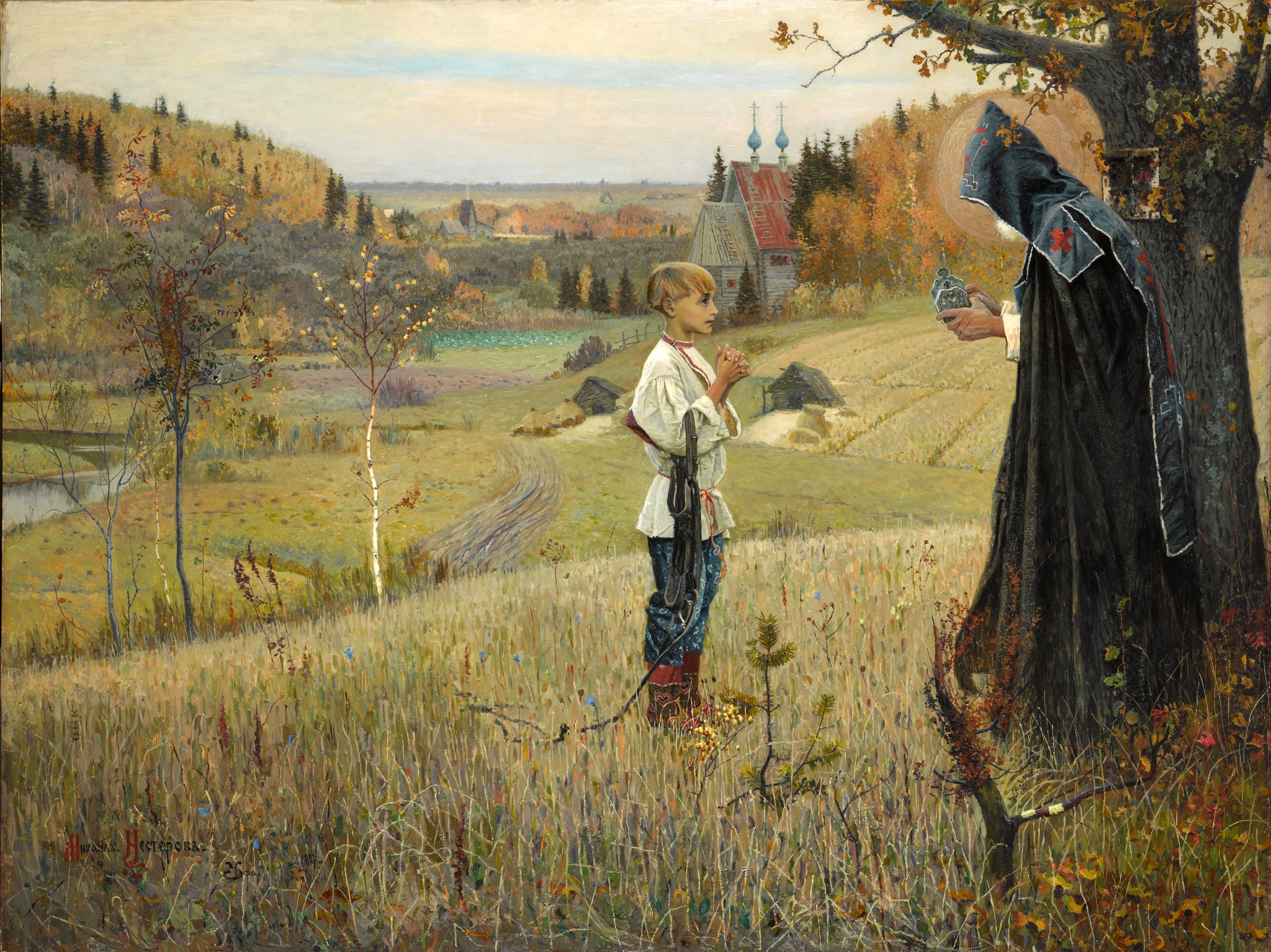
Apariția Tânărului Bartolomeu (1890–91)
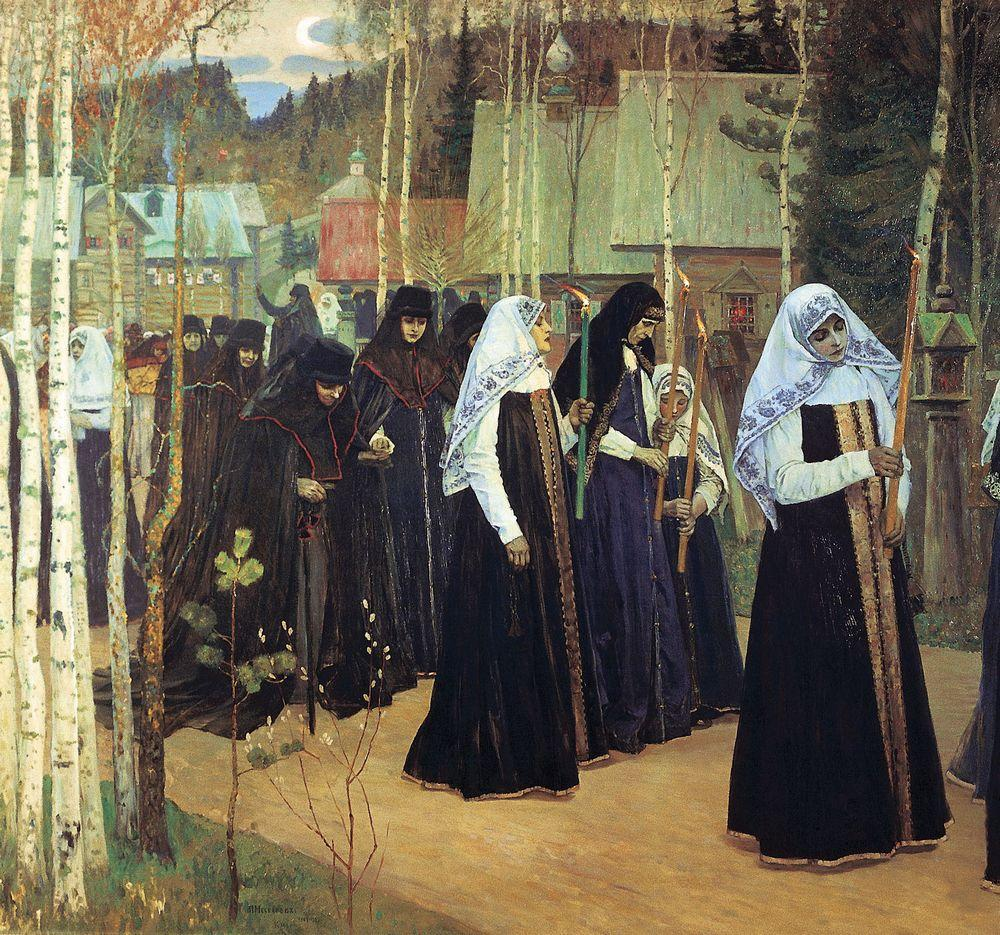
Acceptarea intrării în viața consacrată (1897-1898)
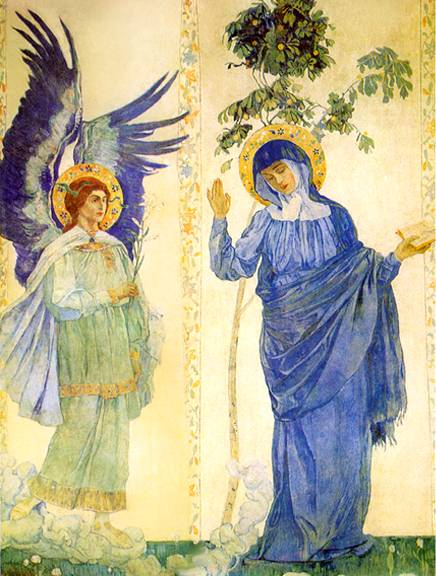
Buna-Vestire (1899)
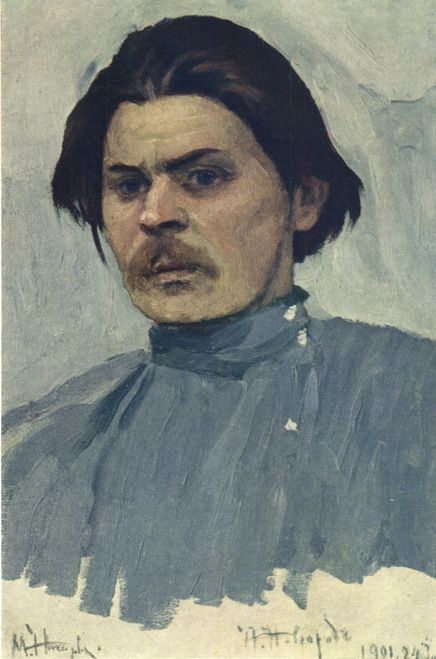
Portretul lui Alexei Maksimovici Gorky (1901)
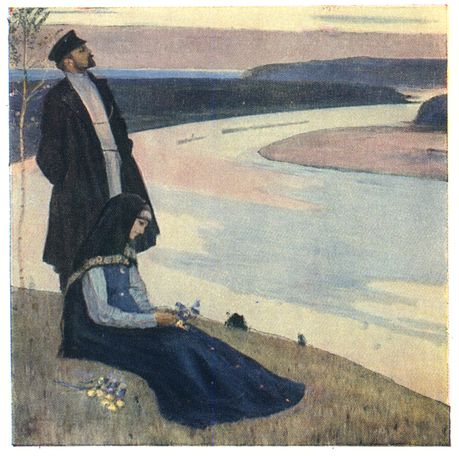
Dincolo de Volga (1905)
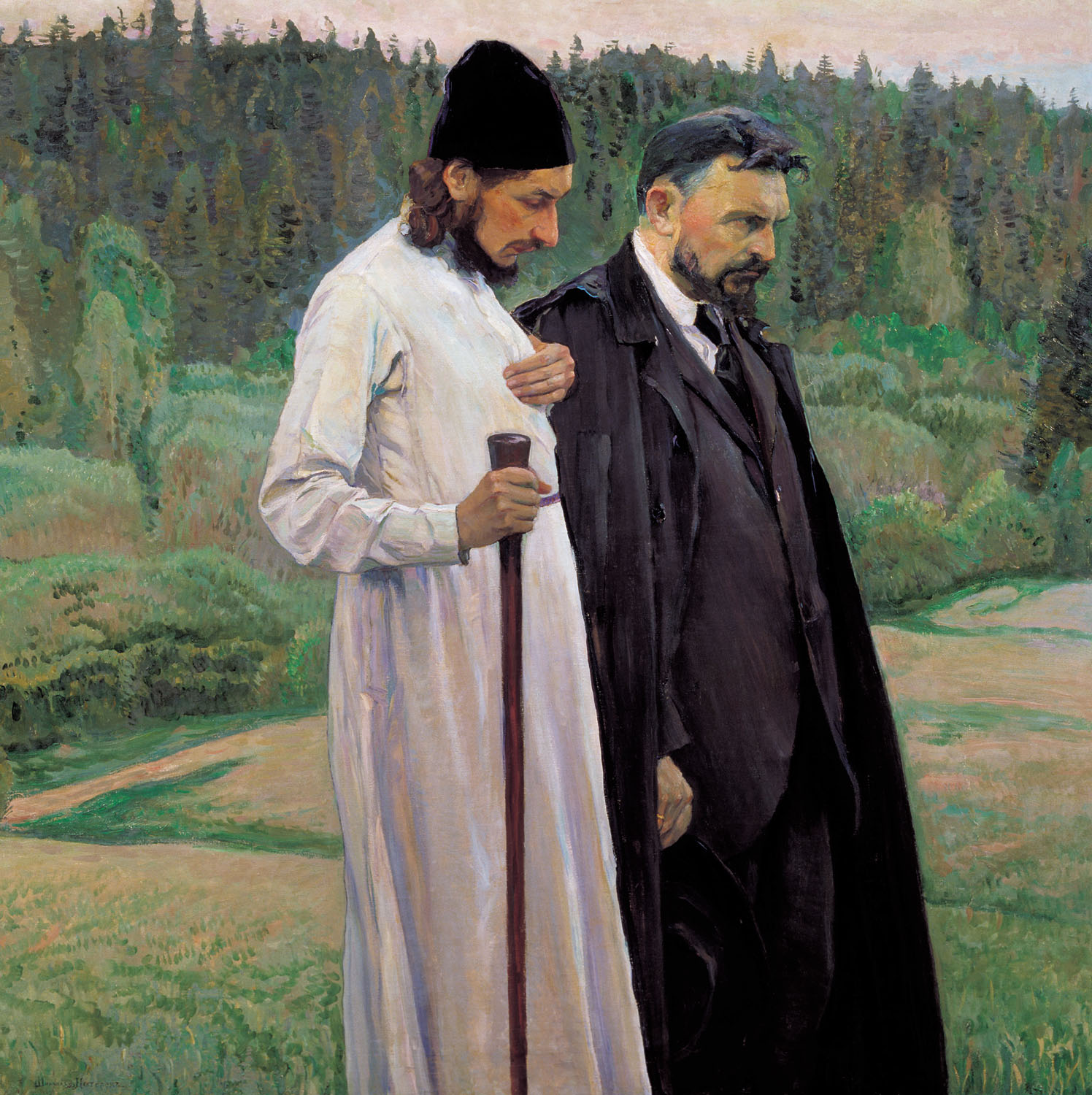
Tabloul Filosofii îi arată pe filosofii Pavel Florensky și Serghei Bulgakov
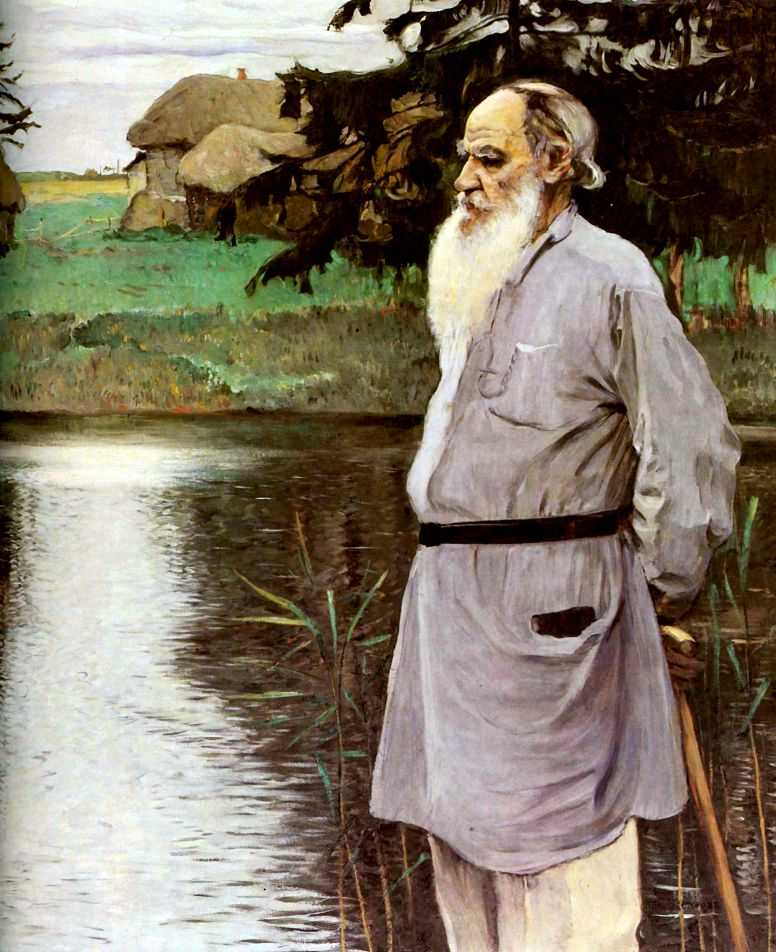
Tabloul Tolstoi (1906) îl arată pe romancierul rus Lev Tolstoi la locuința lui din Moscova.
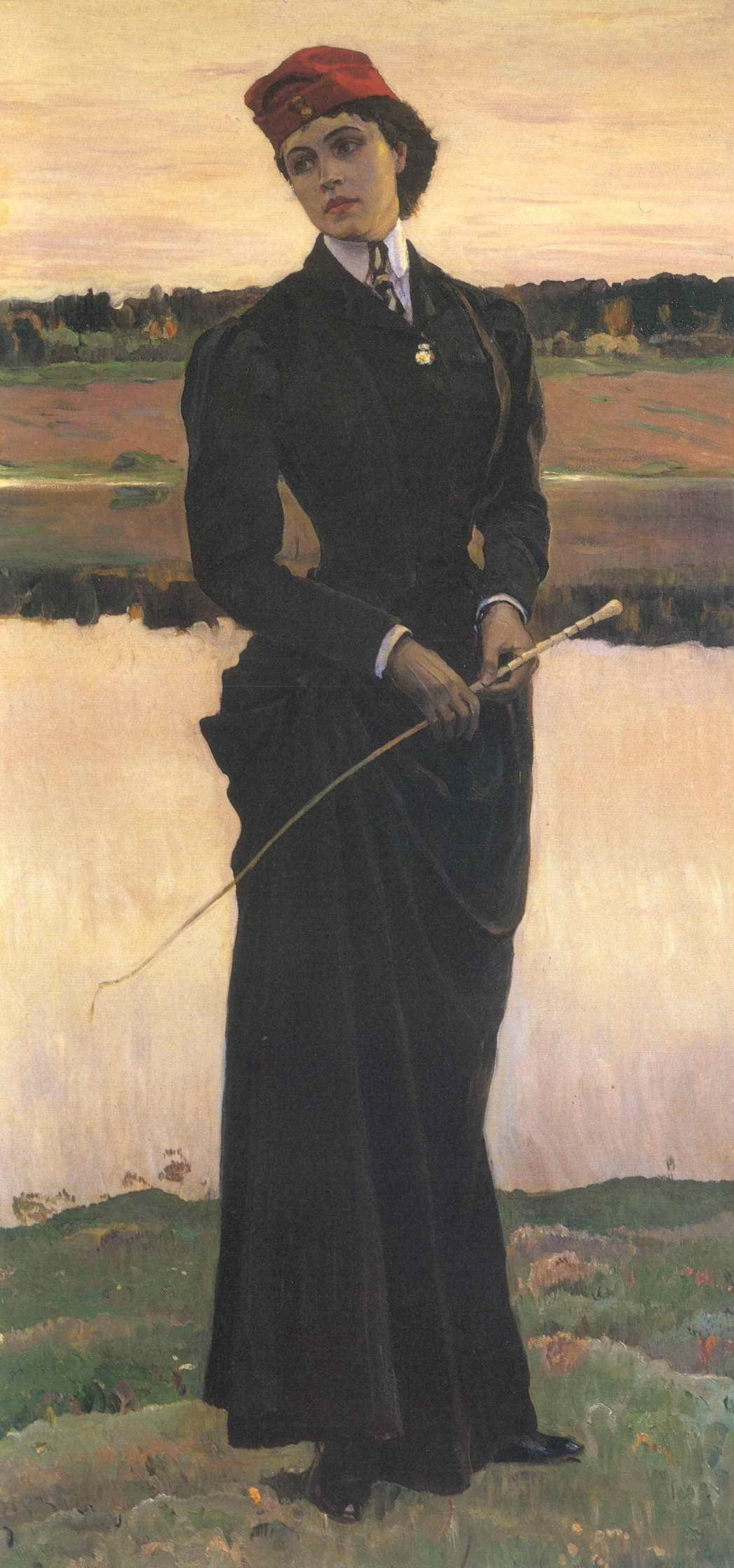
Tabloul Femeie în îmbrăcăminte pentru călărie (1906) o arată pe fiica artistului, Olga Nesterova.
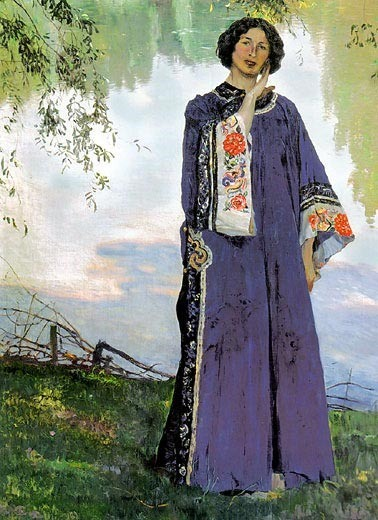
Portretul lui E.P. Nesterov (1906)
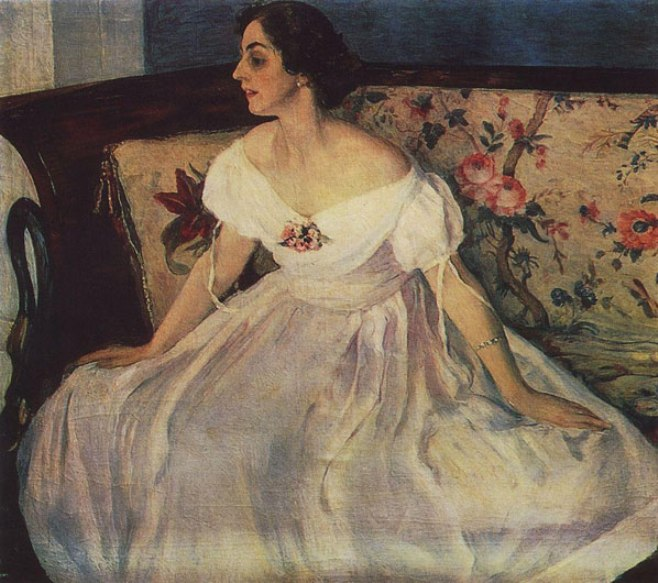
Portretul lui B.M. Nesterov (1908)
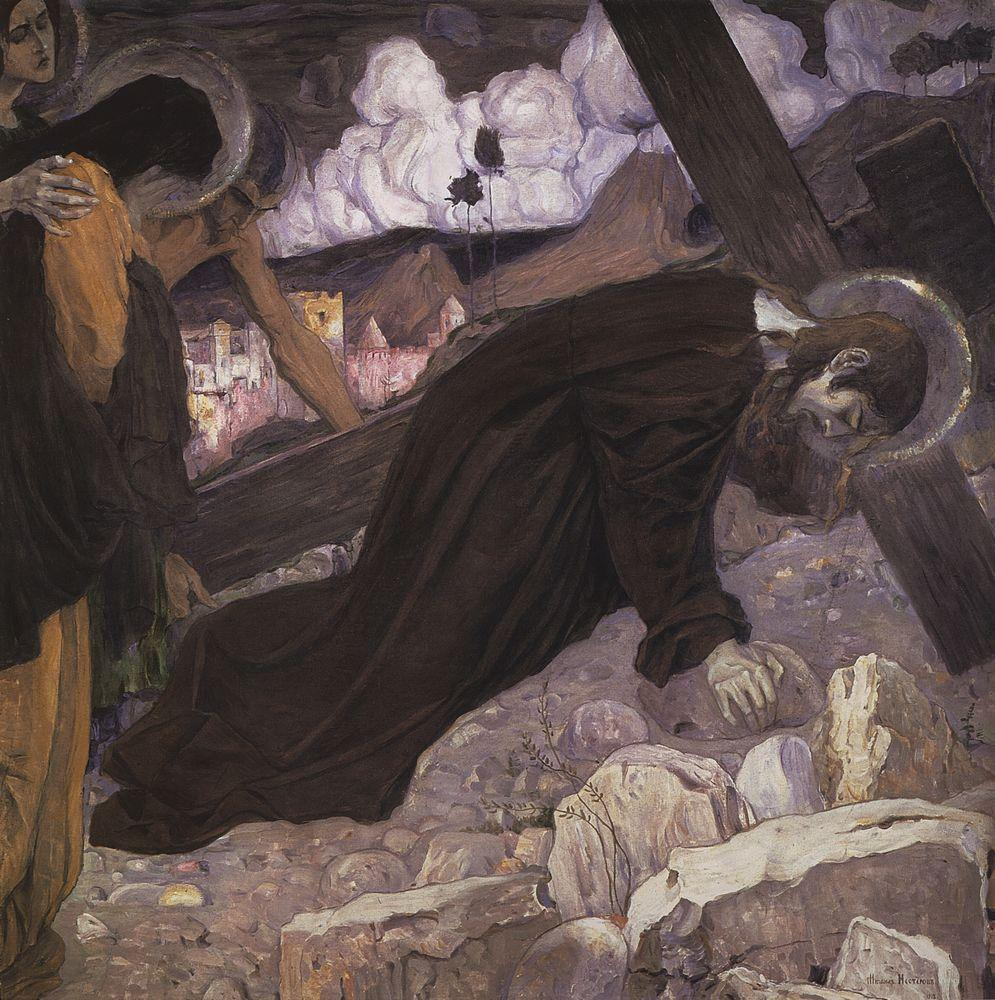
Răstignire (1912)
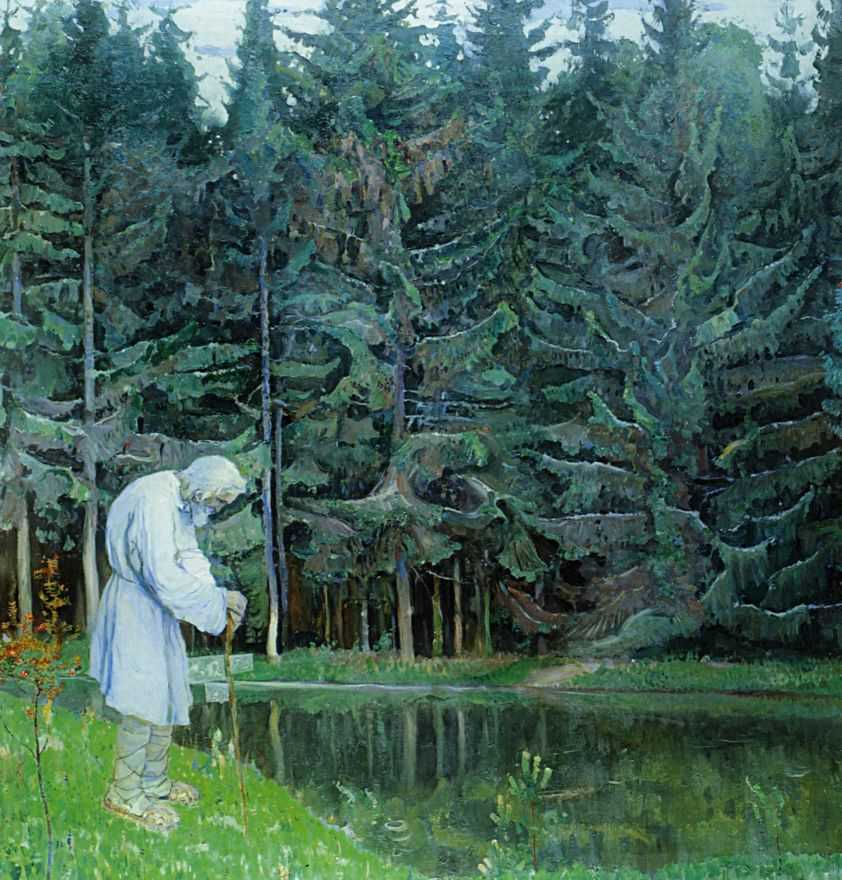
Abraham, Bătrânul Slujitor al lui Dumnezeu (1914)